# ۱۶ تیر
۱۶ تیر/سرطان - صد و نهمین روز سال در گاه‌شماری خورشیدی است. تا پایان آن ۲۵۶ روز (۲۵۷ روز در سال کبیسه) باقی‌است.

## مناسبت‌ها
- روز مالیات در ایران [۱]

## رویدادها
- ۱۱۶۸ - آغاز نبرد سپاه لطفعلی‌خان زند با سپاه آقامحمدخان قاجار در منطقه چمن هزار بیضا
- ۱۳۵۳ - قهرمانی آلمان غربی در جام جهانی ۱۹۷۴
- ۱۳۸۷ - حادثه ۱۶ تیر ۱۳۸۷ فروند هواگرد جنگنده نورثروپ اف-۵ آجا
- ۱۳۹۴ - حادثه ۱۶ تیر ۱۳۹۴ هواپیمایی زاگرس
- ۱۳۹۵ - آتش‌سوزی پتروشیمی بوعلی سینا
- ۱۴۰۳ - مسعود پزشکیان برنده چهاردهمین انتخابات ریاست جمهوری شد

## زادروزها
- ۱۳۲۴ - بیژن الهی، شاعر
- ۱۳۴۲ - سعید عبادتیان، شاعر
- ۱۳۴۹ - بهروز سبط رسول، کارگردان

## درگذشت‌ها
- ۱۳۸۵ - سید جواد ذاکر طباطبایی، مداح
- ۱۳۹۱ - فخری گلستان، سفالگر
- ۱۴۰۲ - مروت‌الله پرتو، نماینده حوزه انتخابیه خدابنده در دوره ششم مجلس شورای اسلامی